# Talnah

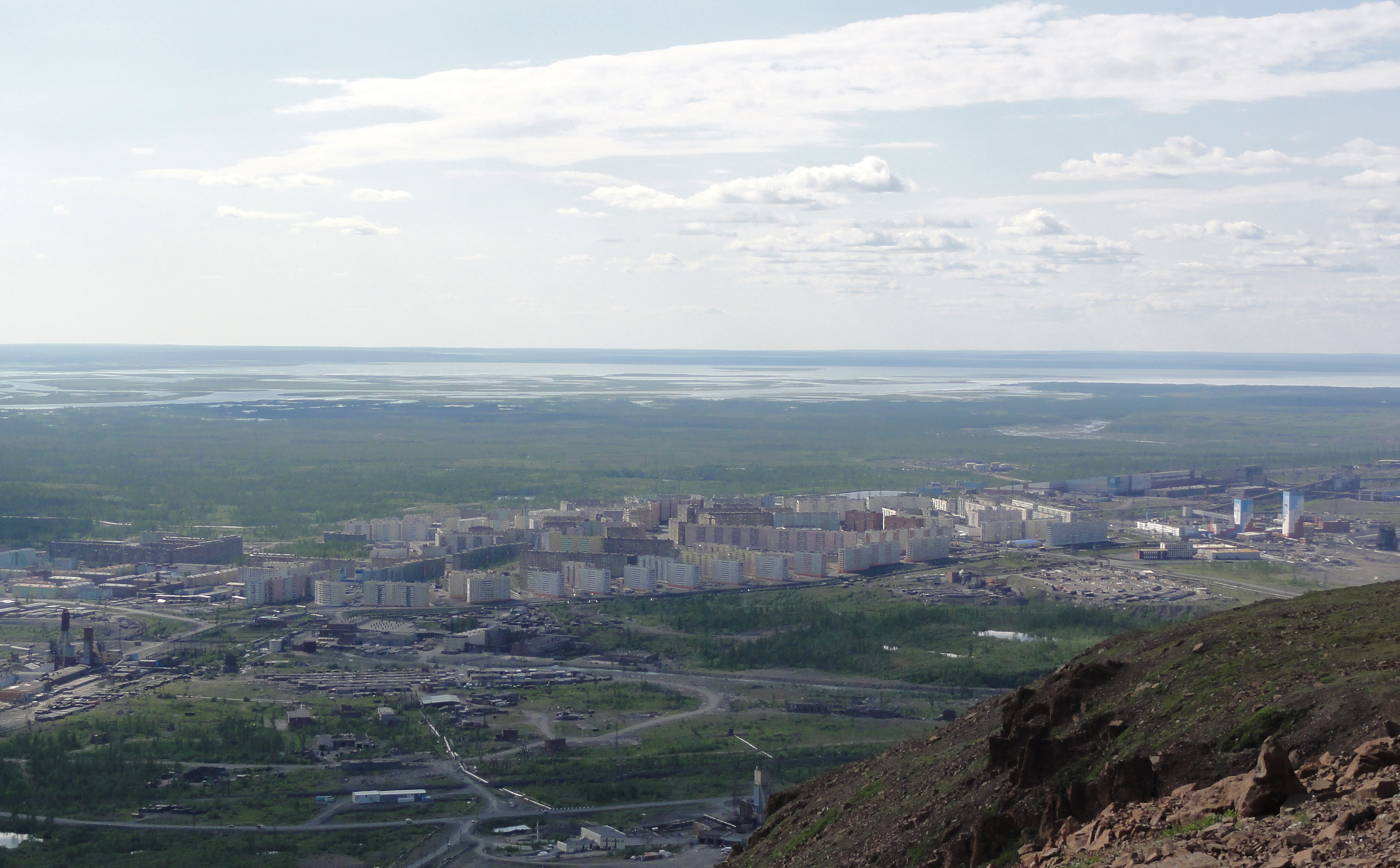
Talnah

Talnah (în rusă Талнах) este un oraș din regiunea Krasnoiarsk, Federația Rusă, cu o populație de 58.654 locuitori.